# Новохорошёвский проезд
Новохорошёвский проезд — улица на западе Москвы в районе Хорошёво-Мнёвники Северо-Западного административного округа от 3-й Хорошёвской улицы.

## Происхождение названия
Назван в 1953 году по располагавшемуся рядом Новохорошёвскому шоссе (ныне проспект Маршала Жукова).

## Описание

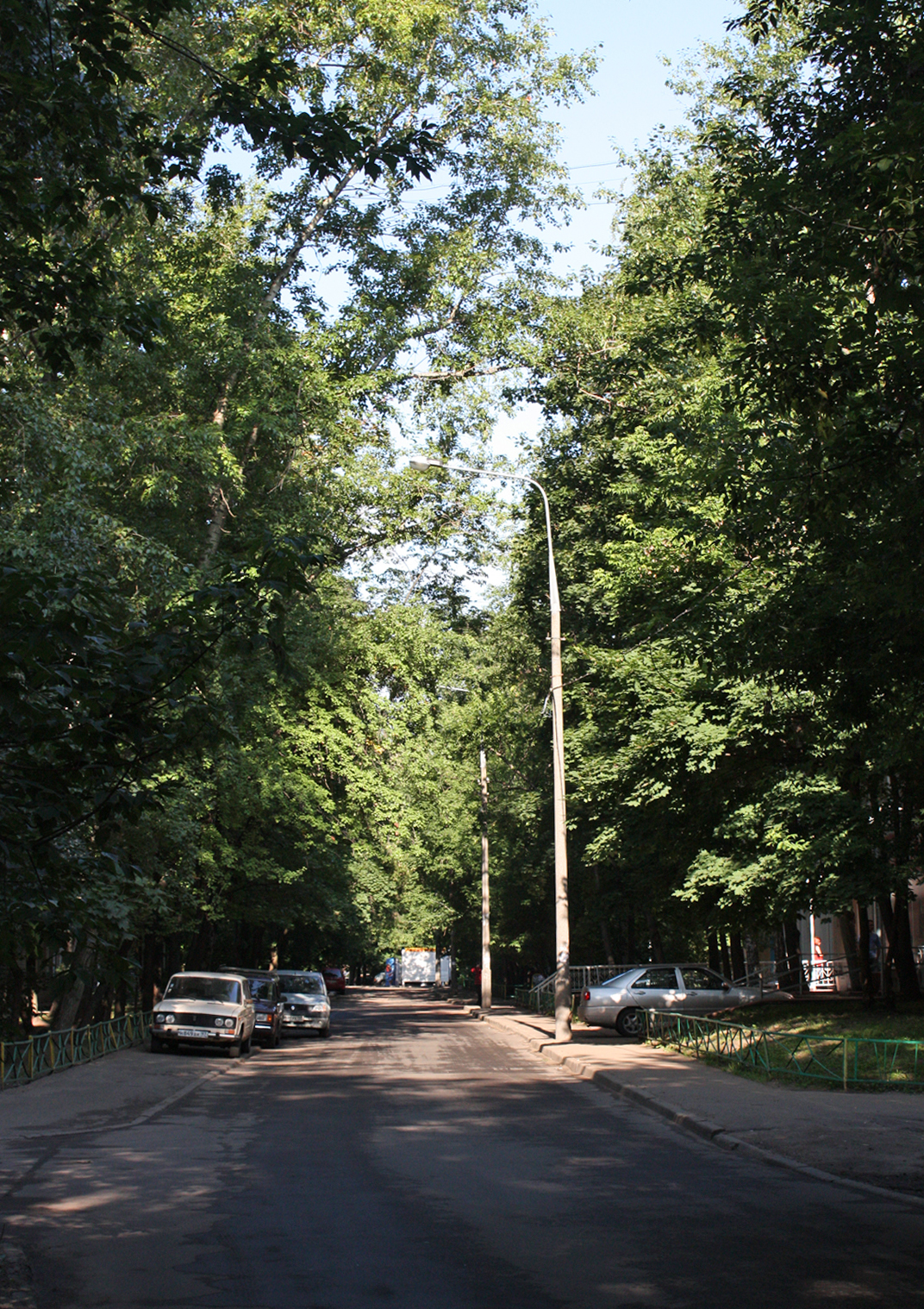
Вид от дома № 13.

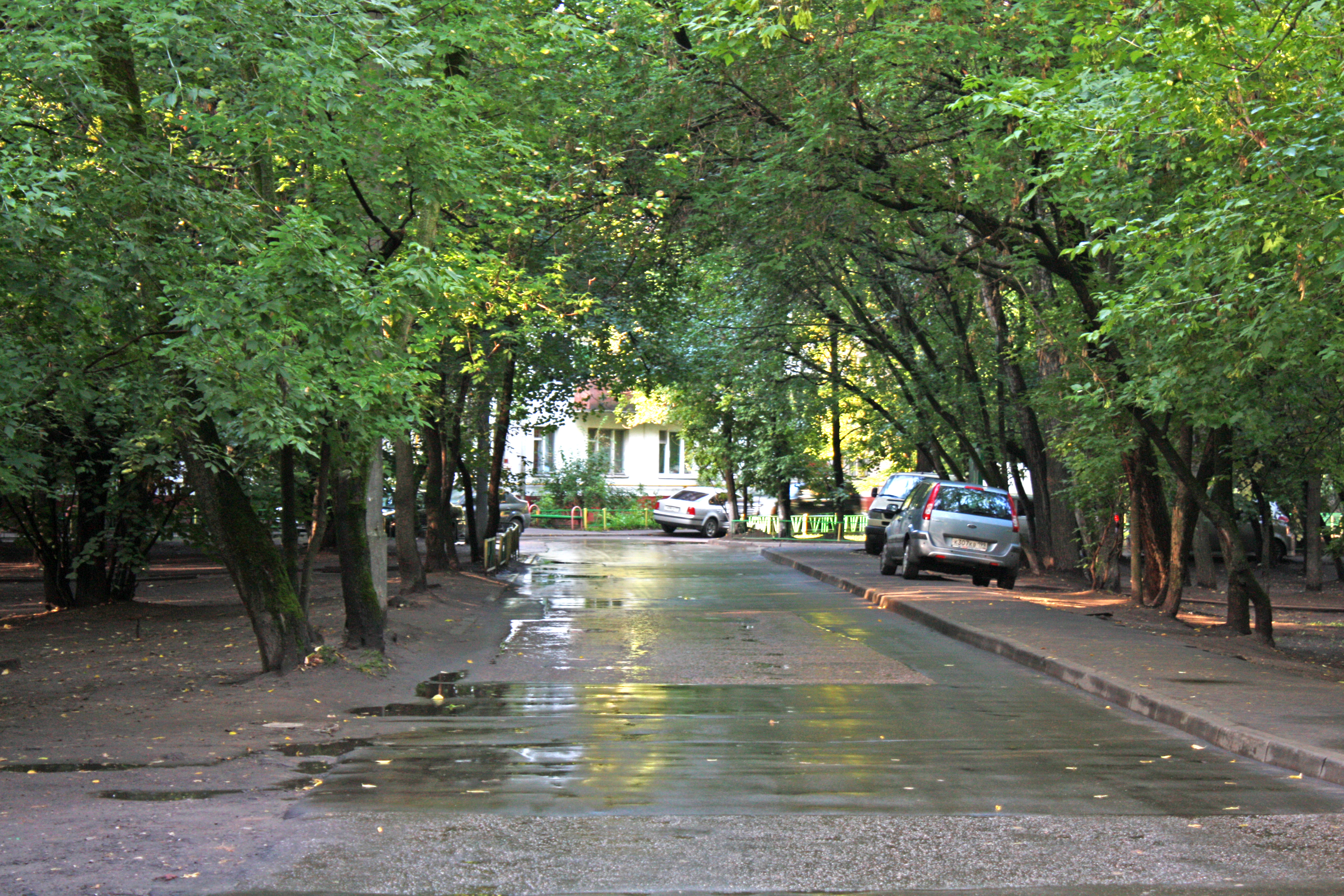
Вид от дома № 20.

Новохорошёвский проезд начинается от 3-й Хорошёвской улицы и проходит на запад параллельно проспекту Маршала Жукова, заканчиваясь в жилой застройке. Внутридворовой проезд соединяет его далее с улицей Демьяна Бедного.

## Учреждения и организации
- Дом 1 — колледж малого бизнеса № 48;
- Дом 6 — детский сад № 328 «Сказка»;
- Дом 12 — школа № 130;
- Дом 18 — кафе «Белая сова»;
- Дом 19, корпус 2 — семейный центр «Возрождение»;
- Дом 24, корпус 1 — журнал «Филателия»;
- Дом 26 — клуб «Связист».